# Дъблинърс
„Дъблинърс“ (на английски: The Dubliners) е ирландска музикална група.
Създадена в Дъблин през 1962 година и просъществувала пет десетилетия, съставът ѝ се променя многократно, но в основата му са вокалистите Рони Дрю и Люк Кели. Групата получава международна известност с изпълненията на ирландски народни песни, традиционни улични балади и интрументални композиции, допринасяйки за популяризирането на ирландската фолклорна музика в Европа.